# Cássia dos Coqueiros
Cássia dos Coqueiros est une municipalité brésilienne de l'État de São Paulo et de la Microrégion de Bananal.

## Démographie
| Évolution de la population (municipalité) | Évolution de la population (municipalité) | Évolution de la population (municipalité) | Évolution de la population (municipalité) |
| Année                                     | Population                                |                                           | %±                                        |
| ----------------------------------------- | ----------------------------------------- | ----------------------------------------- | ----------------------------------------- |
| 1960                                      | 2 704                                     |                                           | —                                         |
| 1970                                      | 2 568                                     |                                           | −5,0%                                     |
| 1980                                      | 2 516                                     |                                           | −2,0%                                     |
| 1991                                      | 2 719                                     |                                           | 8,1%                                      |
| 2000                                      | 2 871                                     |                                           | 5,6%                                      |
| 2010                                      | 2 634                                     |                                           | −8,3%                                     |
| 2022                                      | 2 799                                     |                                           | 6,3%                                      |
| ,                                         |                                           |                                           |                                           |